# Ermita de San Marcial de Montseny

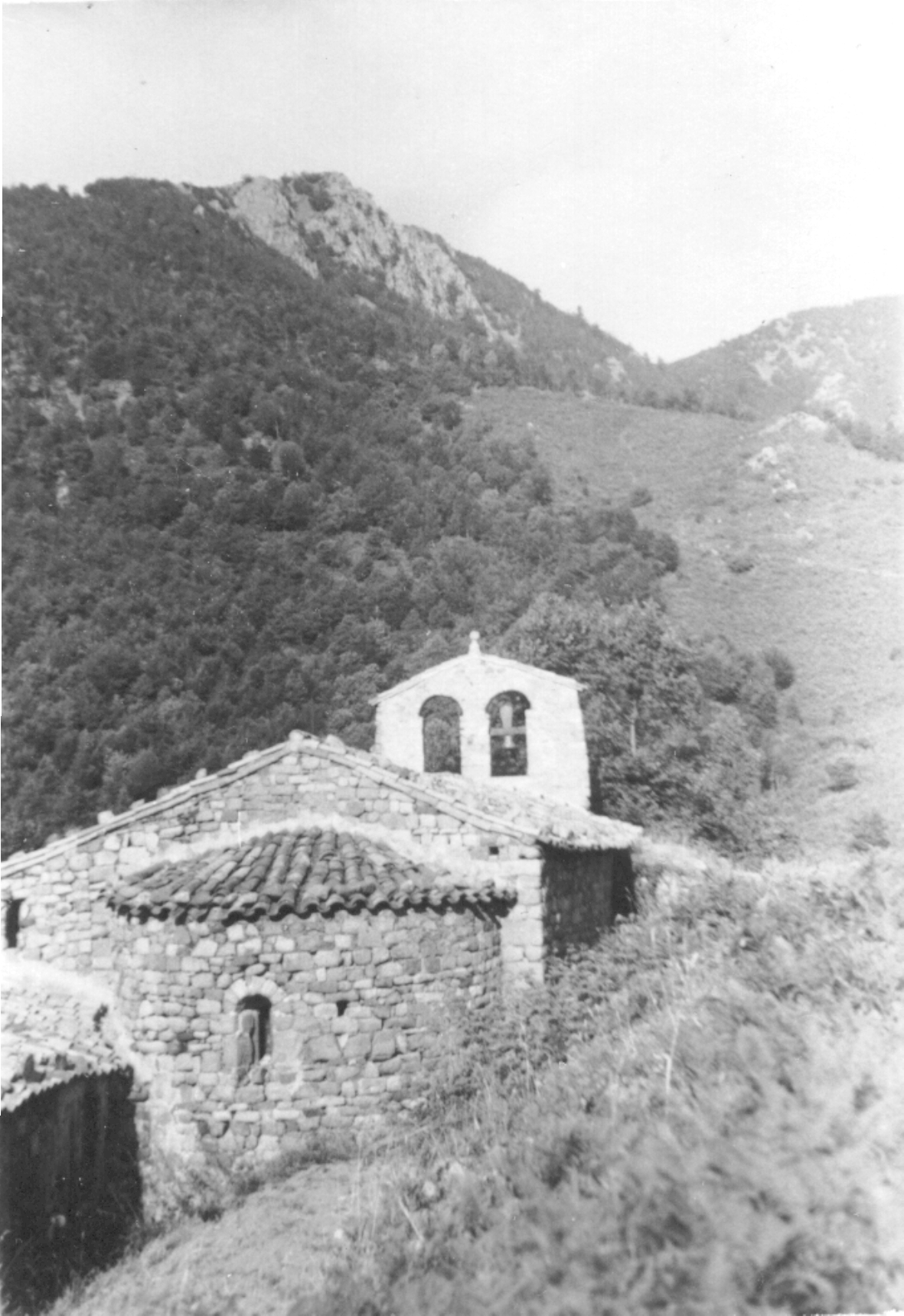
San Marcial de Montseny

La ermita de San Marcial de Montseny (en catalán: ermita de Sant Marçal de Montseny) es un edificio románico del municipio de Montseny en la comarca catalana del Vallés Oriental. Se encuentra a 1145 metros de altitud, entre las montañas de Les Agudes y el Matagalls y cerca del río Tordera. Está en el punto de confrontación de las Comarcas del Vallés Oriental, Osona y La Selva.
La primitiva iglesia de San Marcial de Montseny está documentada en 1053 fundada por la familia Umbert, señores de Les Agudes y que fue el lugar donde se retiró el monje Guifred de Breda -primer abad del monasterio- y su familia, bajo la protección del obispado de Vich. El 8 de septiembre de 1066 se consagra la iglesia y se funda la abadía. El 1104 se consagró de nuevo la iglesia después de unos años de abandono. Desde el 1624, tras unos años de decadencia, dejó de residir ningún monje. En 1635 quedó a cargo del rector de San Julián de Montseny, lo que hizo que pasara a depender de la diócesis de Barcelona y un poco más adelante a funciones meramente parroquiales.

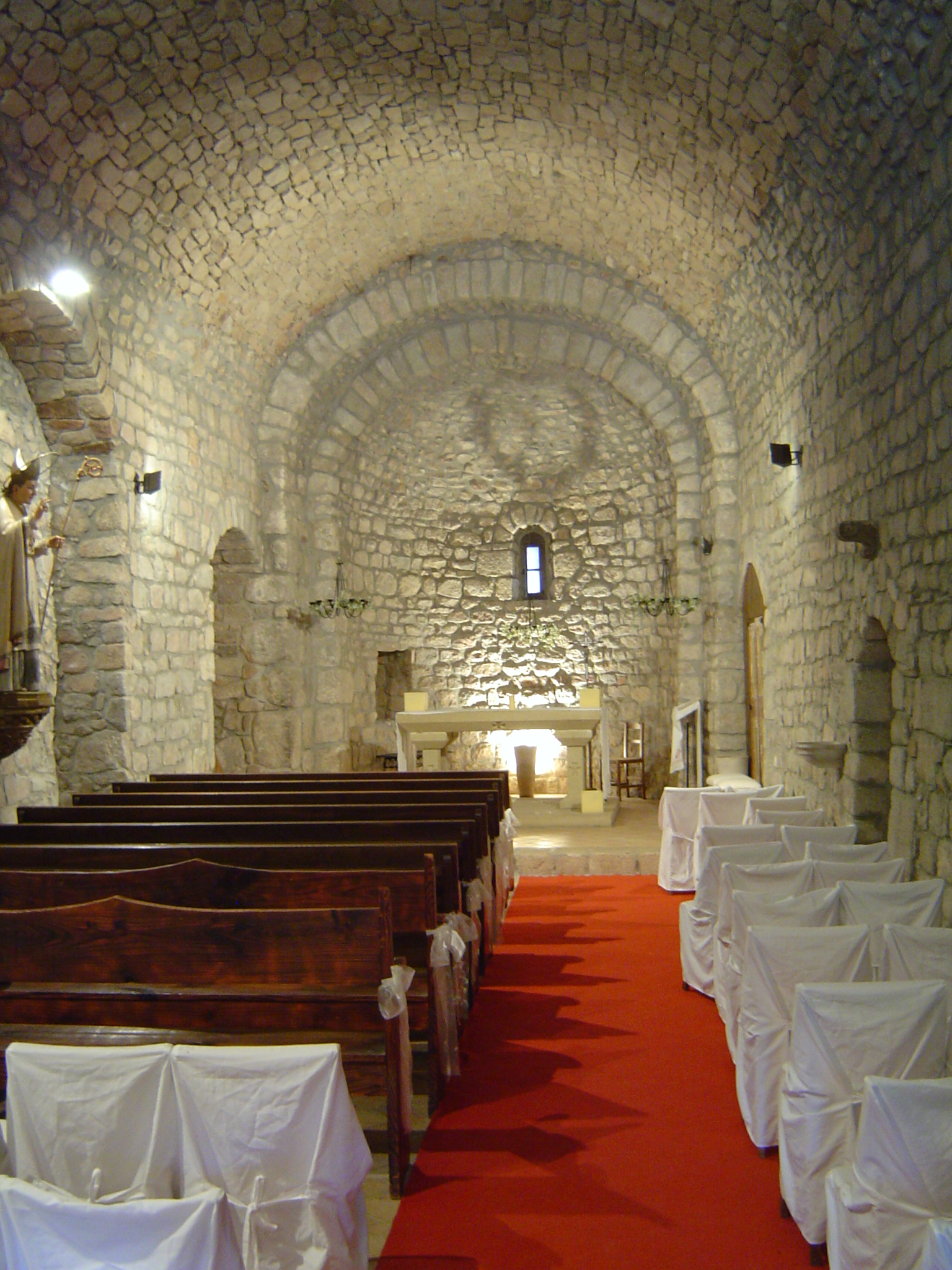
Interior

La actual iglesia es un edificio de arquitectura románica, con ábside circular, bóveda de medio punto y un ancho campanario de espadaña. El lunes de la segunda Pascua se realiza el tradicional voto de pueblo de Montseny y San Marcial.
Al lado norte de la ermita, hay un pequeño cementerio y en el lado sur la casa del antiguo priorato, que durante muchos años ha sido refugio de excursionistas y parada obligada en las travesías del Matagalls en Les Agudes. Durante la primera mitad del siglo XX fue regentado por el ermitaño Ignacio Sala y su familia. Actualmente alberga un restaurante.
A pocos metros de la capilla está la popular «Mesa de los Tres Obispos» donde confluyen los obispados de Tarrasa (antiguamente Barcelona), Vich y Gerona. Según la tradición, en esta mesa redonda los obispos de las tres demarcaciones podían deliberar sin abandonar el territorio de sus respectivas diócesis.